# Hetschmühle
Die Hetschmühle ist ein Wohnplatz und ehemalige Mühle innerhalb der Ortsgemeinde Wattenheim im rheinland-pfälzischen Landkreis Bad Dürkheim.

## Geographie
Der Ort befindet sich inmitten des Stumpfwaldes westlich des Kernortes am Rothbach, der unmittelbar westlich den nach ihm benannten Hetschmühlweiher durchfließt. Etwa hundert Meter südlich verläuft die Gemarkungsgrenze zu Carlsberg.

## Geschichte
Sowohl 1828 als auch 1836 wird sie als Hetsmühle bezeichnet. Während des Zweiten Weltkriegs war sie letztmalig in Betrieb, ehe das Ehepaar Brüderle, in deren Besitz sie ab 1940 war, sie 1952 zu einer Gaststätte samt Wohnräumen umbaute. Das einstige Mühlrad existiert bis in die Gegenwart. Mittlerweile fungiert die Hetschmühle als Landgasthof.

## Verkehr
Die Hetschmühle liegt entlang der Kreisstraße 32, die in Richtung Altleiningen führt und weiter nördlich von der Landesstraße 520 abzweigt.

## Tourismus
Die Hetschmühle liegt am mit dem blauen Balken markierten Fernwanderweg Staudernheim–Soultz-sous-Forêts. Rund hundert Meter entfernt von ihr verläuft der Fernwanderweg Saar-Rhein-Main.